# Plaza Paitilla Inn
El Hotel Plaza Paitilla Inn es una edificación ubicada en el sector de Punta Paitilla, en la ciudad de Panamá, Panamá. Se inauguró el 15 de noviembre de 1975 como el primer hotel Holiday Inn de Panamá, destacándose entre 1978 y 1980 como número uno entre los 1,750 hoteles de la cadena a nivel mundial. A lo largo de su trayectoria, grandes figuras de la cultura, arte y política a nivel mundial han estado en el mismo.
El "cilíndrico" como se le conoció al hotel Plaza Paitilla Inn que en su momento fue el edificio más alto de la ciudad y el más destacado de Punta Paitilla, ocupado en aquel entonces por el Hotel Holiday Inn, y que hoy día es uno de los más pequeños, superado por las nuevas grandes infraestructuras.

## La Forma
- Cuenta con 272 habitaciones, piscina, centro de recreación y siete salones para todo tipo de eventos.

## Detalles Importantes
- Su uso es de Hotel.
- Su construcción finalizó en 1975.